# Ferme du Caillou

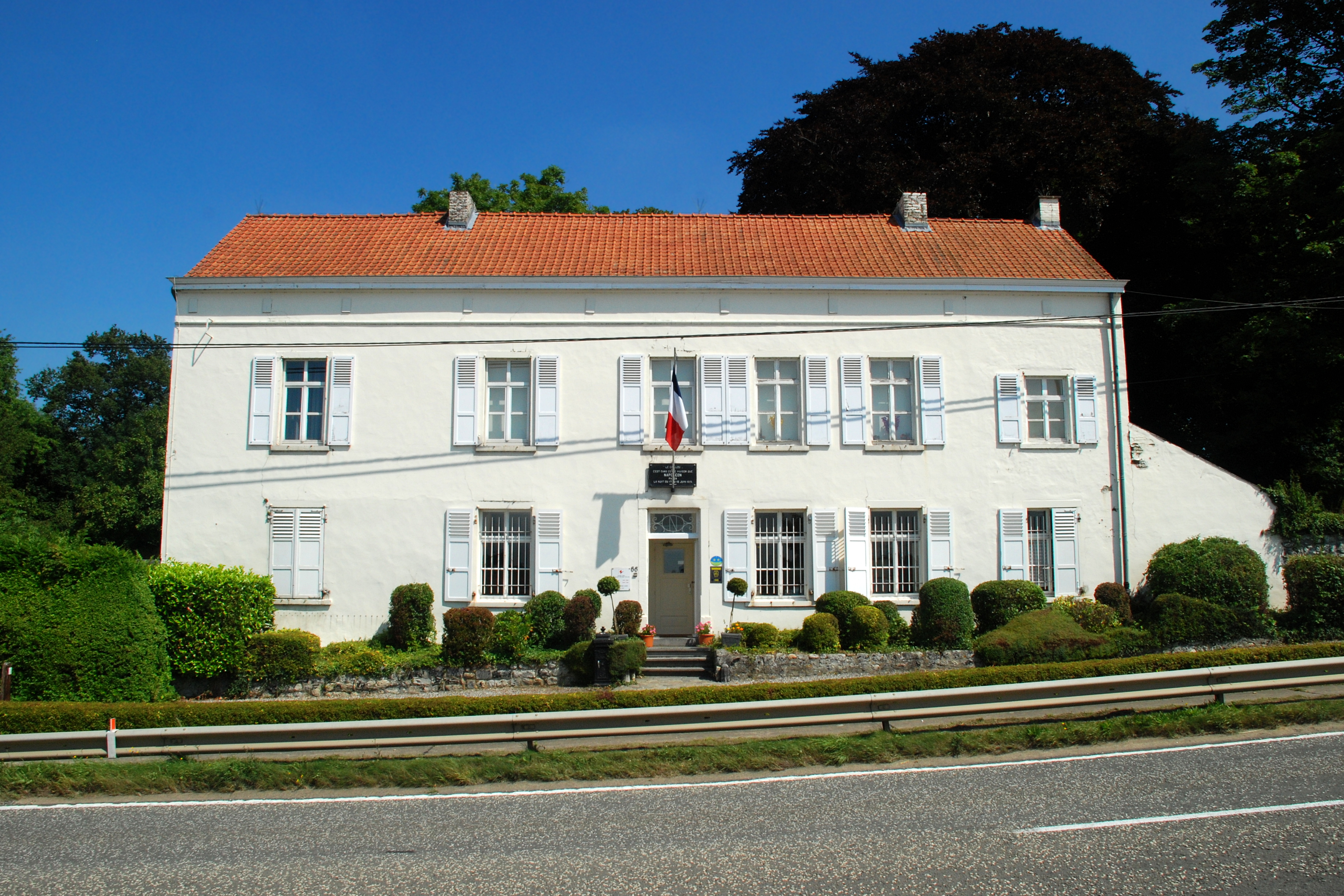

De Ferme du Caillou of het laatste hoofdkwartier van Napoleon (Frans: Dernier QG de Napoléon) is een hoeve en museum in het Belgische Oud-Genepiën, deelgemeente van Genepiën. De hoeve dateert uit 1757 en is de plek waar Napoleon Bonaparte overnachtte op 17 juni 1815 voor de slag bij Waterloo. In de hoeve is een museum ingericht dat gewijd is aan Napoleon. Op de hoeve hangt een plaquette met opschrift met op Le Caillou C'est Dans Cette Maison Que Napoléon Passa La Nuit du 17 au 18 juin 1815. Sinds 1951 is dit het enige Napoleonmuseum van België, het werd in 2015 heringericht.